# 郷原漆器
郷原漆器（ごうばらしっき）とは、岡山県真庭市の蒜山高原で生産される漆器である。
郷原漆器の始まりは1390年から1394年、明徳年間とも言われ、江戸時代の記録によれば年間40万点を生産していたとされる。
作られた漆器は主に山陰地方に出荷され、美しく丈夫で安価なことから「郷原輪島」と呼ばれていた。昭和20年の終戦を境に一時生産が途絶えたが、関係者の熱心な研究と協力で平成元年に復活した。

## 特徴
拭き漆の技法で見せる木目の美しさが最大の特徴であるといわれる。生地にはヤマグリの芯部を使っている。これは加工のしやすさと乾燥時の割れを防ぐためといわれる。蒔絵などの柄を施さないシンプルなデザインで、普段使いの漆器として用いられている。
郷原漆器生産振興会が中心となり「岡山県郷土伝統的工芸品（平成4年）」、「岡山県指定重要無形民俗文化財（平成18年）」に指定されており、平成21年には真庭市の地域ブランド「真庭ブランド」に認定された。